# Rik Fox
Richard Suligowski (28 de diciembre de 1955), más conocido como Rik Fox, es un bajista estadounidense de heavy metal. popular por su trabajo con agrupaciones como W.A.S.P., Steeler, Hellion y Warlord, además de lanzar algunos discos de estudio como solista. Nació en Amityville, Nueva York.